# 懷爾德 (明尼蘇達州)
懷爾德（英語：Wilder）是一個位於美國明尼蘇達州傑克遜縣的城市。

## 人口
根據2020年美國人口普查的數據，懷爾德的面積為2.04平方千米，皆為陸地。當地共有人口62人，而人口密度為每平方千米30人。